# Крутых, Алексей Васильевич
Алексей Васильевич Крутых (укр. Олексій Васильович Крутих; род. 10 марта 2000, Киев) — украинский профессиональный теннисист. Победитель пяти турниров ATP Challenger (2 — в одиночном разряде).

## Общая информация
Родился 10 марта 2000 года в Киеве, на Украине.

## Спортивная карьера
В 2021—2022 годах стал победителем двух турниров ATP Challenger и двух турниров ITF в одиночном разряде.
И в 2021—2024 годах стал победителем ещё трёх турниров ATP Challenger и трёх турниров ITF в парном разряде.

### 2023
В январе 2023 года прошёл квалификацию и выступил в основной сетке одиночного разряда Открытого чемпионата Австралии, где в первом раунде соревнований проиграл аргентинцу Диего Шварцману со счётом: 4-6, 7-6, 3-6, 6-7.

## Рейтинг на конец года
| Год  | Одиночный рейтинг | Парный рейтинг |
| 2024 | 573               | 332            |
| 2023 | 296               | 1253           |
| 2022 | 188               | 275            |
| 2021 | 382               | 441            |
| 2020 | 564               | 714            |
| 2019 | 663               | 833            |
| 2018 | 841               | 1157           |